# Aignan d'Orléans
Pour les articles homonymes, voir Saint Aignan, Aignan (homonymie) et Anianus.
Aignan d’Orléans ou saint Aignan ou Agnan (Anianus), né vers 358 à Vienne et mort vers 453, est un évêque d’Orléans et un saint de l’Église catholique honoré le 17 novembre,. Né dans le Dauphiné, issu d'une famille originaire de Hongrie, il fut appelé à Orléans par l'évêque saint Euverte qui avait entendu parler de ses qualités et de ses mérites. Devenu évêque d'Orléans à son tour, il sauva sa ville de la cruauté des hordes d'Attila qui avaient évité Paris. Il appela Ætius, le général romain qui vint au secours des assiégés. De nos jours, de nombreuses localités portent son nom en France car il fut considéré à l'époque comme un sauveur.
Plusieurs sources anciennes (en particulier Sidoine Apollinaire dès 478-79 et la Vita Aniani) le décrivent comme l'un des principaux artisans de la défense d'Aurelianum (ancien nom d'Orléans) contre le roi des Huns Attila en 451 avec l’aide d’Ætius, général romain, qu'il avait d'abord convaincu de rejoindre la ville.
Il est aussi le saint patron de la ville d’Orléans, supplanté dans les faits, presque mille ans plus tard et dans des circonstances assez proches, par Jeanne d'Arc.

## Histoire et tradition
Selon ces sources, saint Aignan a contribué, par la prière et par son habileté de négociateur, à préserver la ville d’Orléans, en 451, d'une destruction totale par les Huns (qui venaient de détruire entièrement Metz, avec ses habitants). Une légende locale raconte aussi que, lors du siège de la ville d'Orléans par les Huns, les troupes de secours du général romain Ætius tardant à arriver, saint Aignan invoqua le ciel en jetant du haut des remparts une poignée de sable de la Loire. Chaque grain se métamorphosa en guêpe de sorte qu'une nuée d’aiguillons parvint à mettre les barbares en fuite. Alors Attila décida de ne pas attaquer la ville et de la contourner.
Un texte, exposé dans la collégiale Saint-Aignan d'Orléans, n'évoque aucun miracle et s'en tient à une version à caractère historique, fondée sur des sources des Ve et VIe siècles (donc rédigées avant ou après l'an 500) : « Devant la carence des autorités civiles, c'est le vieil évêque Aignan qui organise la défense. Pendant le siège, il invite les habitants à prier Dieu pour qu'il leur donne la force de résister. Dans le même temps, il part pour Arles où réside le patrice romain Ætius afin de le convaincre d'intervenir avec ses légions. Mais le 14 juin 451 la ville tombe, victime d'une traîtrise. Alors que les habitants sont rassemblés pour être massacrés, l'avant-garde romaine arrive, et les Huns doivent s'enfuir. C'est le début de leur retraite. Ils seront pourchassés et écrasés près de Troyes à la bataille des champs Catalauniques. Canonisé, Aignan sera choisi comme protecteur de la ville et du diocèse d'Orléans, en souvenir de son courage et de sa confiance en Dieu ».
Dom Berland conclut, en 1979, sur cette mise en garde : « C'est un fait bien connu, grâce au témoignage de Sidoine Apollinaire, que les pasteurs d'âmes ont fait figure, à cette époque, de protecteurs du peuple ; ne disons pas « défenseurs des cités », afin de ne pas perpétuer la conception erronée réfutée depuis longtemps par Émile Chenon, mais trop souvent reformulée encore ».
Les Orléanais rendirent honneur à leur évêque. Chaque jour, il montait au sommet d’une tour pour scruter l'horizon et prévenir d’un éventuel retour des Huns. L’histoire légendaire retiendra que les habitants de la ville le questionnaient en ces termes : « Aignan, ne vois-tu rien venir ? » ; l'expression fut reprise dans le conte de Barbe-Bleue de Charles Perrault : « Anne, ma sœur Anne, ne vois-tu rien venir ? ».
Au XIe siècle, le roi Robert II de France décide la construction d’une abbaye et d’une église abbatiale, comportant une crypte abritant les reliques de saint Aignan.
Cette crypte remaniée au XIVe siècle est l'une des plus grandes de France. On peut encore y admirer les chapiteaux sculptés du XIe siècle.
Sur la place toujours appelée cloître Saint-Aignan, située le long de l'actuelle collégiale Saint-Aignan, était organisée, aux XIXe et XXe siècles, la Foire de la Saint-Aignan (17 novembre), qui portait aussi le nom de Foire au cochon. Remontant en réalité à plusieurs siècles (elle existait déjà au XVIIIe siècle), cette manifestation a été une foire et une fête importante. La tradition veut qu'on offre aux enfants un cochon en pain d'épices sur lequel on fait inscrire leur nom d'un filet de sucre. Elle a été couplée avec la Foire aux arbres, qui existe toujours.

## Autre témoignage
Une chapelle Saint-Aignan est bâtie en 1116 sur l’île de la Cité à Paris tout près de la cathédrale Notre-Dame. Cette construction est due à Étienne de Garlande, doyen du chapitre de la collégiale Saint-Aignan d'Orléans et chancelier de Louis VI le Gros. On peut aujourd’hui encore observer les vestiges de ce site dans les murs du 19 rue des Ursins.
Il a également une église à son nom à Saint-Agnan en Moselle : l’église de Saint-Agnan. Une église Saint-Aignan à Ruffey-sur-Seille (Jura), où il est représenté par trois grands tableaux (XVIIe et XIXe). Une autre église Saint-Aignan existe dans les Pyrénées Atlantiques à Ramous, ainsi qu'à Ivoy-le-Pré dans le Cher. Une église Saint-Aignan, construite sur une source antique, existe aussi à Épeigné-les-Bois (Indre-et-Loire). L'église de la commune de Lacquy (Landes) est consacrée à saint Aignan depuis le Xe siècle. Le peintre Ulpiano Checa y Sanz y a réalisé en 1900 une fresque représentant saint Aignan. Au XIIe siècle, l'église Saint-Aignan est construite en sa mémoire à Millancay dans le département de Loir-et-Cher.
L'église paroissiale Saint-Aignan à Tonnerre (Yonne), donnée par le comte Guillaume de Nevers en 1089 à la jeune abbaye de Molesme, est considérée comme l'église mère des futures paroisses de la ville (Saint-Pierre 1148 et Notre-Dame 1164). En 1360, la comtesse de Tonnerre Jeanne donne une forte somme pour la reconstruire, ce qui ne sera jamais fait. Or Thierry, évêque d'Orléans, déposé à la suite de la découverte d'une hérésie en 1022, est venu mourir à Tonnerre en se rendant à Rome plaider sa cause. 

### Articles liés
- Histoire d'Orléans
- Liste des évêques d'Orléans
- Diocèse d'Orléans